# Бороморача I
Бороморача I, Сомбет Фра Бороммарачатірат (*สมเด็จพระบรมราชาธิราชที่, 1307 або 1308 — 1388) — король Аютії у 1370-1388, визначний військовий та державний діяч.

## Життєпис
Був старшим сином принца області Утхонг. При народженні отримав ім'я Фа Нгуа. Згодом став володарем області Суфанбурі. Державній кар'єрі сприяв його шлюб зі старшою сестрою першого короля держави Аютія — Раматхібоді I.
У 1369 після смерті останнього став плекати надії на отримання трону.
У 1370 повалив короля Рамесуана, ставши новим володарем Аютії.
Відразу після сходження на трон Бороморача I відправив посольство до Китаю задля встановлення дружніх відносин з імператором Хун'у́ з династії Мін. Перемовини виявилися вдалими, що сприяло налагодженню гарних стосунків між Аютією та Китаєм. Це також відобразилось на торгівлі між країнами.
У 1371 в королівстві Сукотай, що нещодавно було підкорено Раматхібоді I, розпочалося повстання.
У 1373 вдалося взяти в облогу Кампхенг Пхет, який був західним форпостом сукотайських володінь. Губернатора Кампхенг Пхет вбили в битві, проте саме місто взяти не вдалося.
У 1375 захопив другу столицю Сукотай Пхітсанулок, де було взято велику кількість полонених, яких перетворено на рабів.
У 1376 зробив ще одну спробу захопити Кампхенг Пхет. Втім місту вдалося утримати і цього разу.
Лише у 1378 особисто очолив військо, та захопив Кампхенг Пхет, чим остаточно придушив повстання у Сукотаї. Короля Сукотаї Тхаммараджа II залишив правити його колишніми володіннями як васала Аютії.
Після цього успіху Бороморача I вирішив розширити королівства до Ланнатхай (Ланна) та Чіангмай. Проте у 1388 в битві при Сен Санук неподалік Чіангмая військо Аютії зазнало невдачу. Й на зворотному шляху до Аютії Бороморача I помер. Владу перебрав його син Тонг Лан.